# Eufòria 3
|  | Per a altres significats, vegeu «Eufòria (desambiguació)». |

Eufòria 3 és la tercera temporada del programa de talents musical Eufòria, produït per la Corporació Catalana de Mitjans Audiovisuals i Veranda. S'emeté per primera vegada el 16 de febrer de 2024 i la primera gala, el 1r de març de 2024. El programa consta de gales setmanals cada divendres amb actuacions musicals dels concursants per a convertir-se en el guanyador d'Eufòria 3. Després s'emet, a TV3 i YouTube una postgala on parlen els expulsats.
Al final de la gala final d'Eufòria 2, els presentadors Marta Torné i Miki Núñez anunciaren que Eufòria tindria una tercera temporada.

## Dinàmica

### Primera gala (gala 1)
En la primera gala, els participants es divideixen en grups de quatre, de manera que mentre un interpreta la seva cançó com a solista, els tres membres restants fan les segones veus de la cançó. El jurat analitza les quatre actuacions i pot enviar tots els concursants que vulgui a la zona de perill, atès que aquest any com a novetat, el nombre de concursants que poden anar a la zona de perill és indeterminat. A més, el VAR musical també pot enviar concursants a la zona de perill. Els preparadors els poden salvar i treure de la zona de perill. Al final de la gala, els dos menys votats pel públic (en dues tandes de votacions) abandonen el programa.

### Gala normal
Durant les gales, els concursants canten una cançó com a solistes acompanyats per alguns dels companys fent les segones veus. Després de cada actuació, el jurat els avalua per a salvar-los o enviar-los a la zona de perill. El jurat també pot triar el favorit de la gala prement el botó de favorit. En acabar la valoració del jurat, els concursants comenten l'actuació amb Miki Núñez al bastidor. Al final de la gala, el VAR musical pot enviar algú a la zona de perill valorant les segons veus i els preparadors poden salvar els concursants de la zona de perill fins a restar-n'hi 2. La darrera paraula la té el públic que, mitjançant una votació, tria quin dels dos concursants que resten a la zona de perill continua el programa i quin se'n va.

### Gala al revés (gales 4 i 8)
La dinàmica s'inverteix: el públic pot votar quins concursants continuen al programa: els sis més votats es classifiquen directament, mentre que els sis restants van a la «zona de perill». El concursant amb més vots és el favorit de la gala, unes decisions que fins aleshores feia el jurat. El «VAR musical» salva a dos concursants per la seva excel·lència en les segones veus i l'audiència decidirà en la propera gala quin dels dos concursants de la «zona de perill» és expulsat.

## Equip
Igual que en les dues edicions anteriors, les gales són presentades per Marta Torné i Miki Núñez.
En aquesta edició el jurat canvia de cares amb les incorporacions d'Alfred Garcia i Albert Sala, ja conegut al programa per ser el coreògraf de les dues temparades anteriors. Tot i les noves incorporacions, Carol Rovira repeteix com a jurat per segona vegada. Per altra banda, els preparadors Jordi Cubino i Clara Lluna configuren el VAR musical; són els encarregats d'analitzar les segones veus de les actuacions i poden enviar els concursants que no hagin complert les expectatives en aquest àmbit a la zona de perill.
L'equip de preparadors és l'encarregat d'acompanyar i ajudar els concursants a assolir els objectius de la setmana: preparar una cançó i les segones veus per a les gales on es decideix el seu futur dins el programa. L'equip de preparadors manté algunes cares ja conegudes de temporades anteriors i a la vegada incorpora nous preparadors, com Alfons Nieto i Natalia Palomares. Daniel Anglès és el cap de preparadors i dirigeix els assajos; Clara Lluna és la preparadora de veu i assessora musical; Jordi Cubino és el productor musical; Alfons Nieto és el nou preparador d'interpretació (feina que ja feu al programa musical Oh Happy Day de TVC); i Natalia Palomares és la nova coreògrafa, la qual ja participà Eufòria Street Dance.
Les gales són comentades en directe al canal de YouTube de la CCMA per Nadine Romero i després s'afegeix Malbert per a comentar les gales en les postgales, també emeses a TV3.

## Càsting
El càsting per a aquesta edició començà amb una primera fase multitudinària de forma presencial a la plaça de Catalunya de Barcelona entre el 30 de novembre i el 2 de desembre del 2023. Del miler d'aspirants que es convocaren a la primera fase del càsting presencial a Barcelona, només 94 la superaren i d'aquests aspirants, 44 passaren a la segona fase. Al final només 26 persones aconseguiren arribar als càstings finals. La segona fase dels càstings es feu els dies 20, 21 i 22 de desembre, culminà amb la tria dels setze concursants.
Els càstings finals s'emeteren per TV3 el 16 i 23 de febrer, durant els dos programes s'elegiren els 16 concursant d'Eufòria 3. Aquesta elecció estava en mans del jurat format per Daniel Anglès, Natalia Palomares, Alfons Nieto, Jordi Cubino i Carol Rovira. Els càstings finals també comptaren amb la participació de Miki Núñez i Marta Torné.

## Concursants
Els 26 aspirants per a ser concursants a Eufòria 3 són: Abril, Aina, Alba, Alberto, Anna, Bibi, Bita, Clara, Didac, Dounia, Eloi, Fredrik, Hugo, Julien, Lihem, Lluís, Lluna, Maria, Misty, Pau, Rangel, Sami, Tamara, Valeria, Xavi i Yuk. Entre els dies 16 i 23 de febrer es descobriren els 16 concursants de la tercera temporada, els quals foren els següents:
- Aina Da Silva (22 anys, Calella): és ballarina professional i ha actuat a grans escenaris com el Palau Sant Jordi i el WiZink Center de Madrid. Té arrels brasileres i una de les afcions és parlar amb les àvies del seu carrer.[18]
- Bita (22 anys, Barcelona)
- Dounia (29 anys, Hostalets de Balenyà): és nascuda a Almeria, tot i que ha crescut al País Basc. És d'ascendència marroquina i fa deu anys que resideix a Catalunya. Es presentà als càstings d'Eufòria 2 i arribà als càstings finals.[19]
- Fredrik (24 anys, Llançà): va néixer a Estocolm, però ha crescut a Llançà. Ha estudiat al Liceu i és capaç de tocar fins a set instruments. Un dels seus somnis és arribar a actuar a Eurovisió.[18]
- Julien (30 anys, Perpinyà)
- Lluís (28 anys, Lleida)
- Lluna (16 anys, Viladecans)
- Maria (26 anys, Barcelona)
- Misty (24 anys, Pallaresos)
- Pau Culleré (21 anys, Balaguer)
- Rangel (28 anys, Hostalric)
- Valeria (18 anys, Pallejà)
- Xavi Noms (20 anys, Mataró)
- Yuk (30 anys, Vallirana)
- Tamara (24 anys, Santa Coloma de Gramenet)
- Hugo Marlo (23 anys, Viladrau)

## Estadístiques setmanals
| Lluís   | Salvat  | Salvat   | Perill   | 15%    | Exempt  | Salvat   | Salvat  | Perill  | 13%    | Favorit   | Exempt  | 17%              | Semifinalista | Perill | 35%       | 36%       | Finalista | 40% | 58% |  |  |  |
| Maria   | Salvada | Salvada  | Salvada  | Perill | Exempta | Salvada  | 65%     | Salvada | 15%    | Salvada   | Exempta | 14 vots/Salvada  | Semifinalista | 17%    | 27%       | 35%       | Finalista | 31% | 42% |  |  |  |
| Julien  | 24,1%1  | Salvat   | Salvat   | 10%    | Exempt  | Salvat   | Favorit | Salvat  | 22%    | Salvat    | Exempt  | 25%              | Semifinalista | 25%*   | Finalista | Finalista | Finalista | 29% |     |  |  |  |
| Misty   | Salvada | Salvada  | Salvada  | 8%     | Exempta | Salvada  | Salvada | Salvada | 14%    | Perill    | Exempta | 13 vots/Salvada  | Semifinalista | Perill | 24%       | 29%       |           |     |     |  |  |  |
| Valeria | Salvada | Perill   | Favorita | 9%     | Exempta | Favorita | Salvada | Salvada | 2/3    | Perill°   | Exempta | 8 vots / Salvada | Semifinalista | 61%    | 14%       |           |           |     |     |  |  |  |
| Fredrik | Salvat  | Salvat   | Salvat   | 18%    | Exempt  | Perill   | 35%     |         |        | Candidat  | 43%     | 6 vots / 54%     | Semifinalista | 39%    |           |           |           |     |     |  |  |  |
| Xavi    | Salvat  | Perill   | Salvat   | Perill | Exempt  | Salvat   | Salvat  | Favorit | Perill | 66%       | Exempt  | 7 vots / 46%     |               |        |           |           |           |     |     |  |  |  |
| Aina    | Salvada | Favorita | Salvada  | Perill | Exempta | Salvada  | Salvada | Salvada | Perill | 34%       |         |                  |               |        |           |           |           |     |     |  |  |  |
| Lluna   | 34%1    | Salvada  | Perill°  | Perill | 58%     | 66%º     | Salvada | 55%º    | 1/3    | Candidata | 14%     |                  |               |        |           |           |           |     |     |  |  |  |
| Bita    | Salvada | Salvada  | Salvada  | Perill | Exempta | Salvada  | Perill  | 45%     |        | Candidata | 19%     |                  |               |        |           |           |           |     |     |  |  |  |
| Pau     | 34%2    | 58%º     | 56%      | 12%    | Exempt  | 34%      |         |         |        | Candidat  | 6%      |                  |               |        |           |           |           |     |     |  |  |  |
| Rangel  | Salvat  | Perill   | Salvat   | Perill | 42%     |          |         |         |        | Candidat  | 4%      |                  |               |        |           |           |           |     |     |  |  |  |
| Yuk     | 25%2    | Salvat   | 44%      |        |         |          |         |         |        | Candidat  | 4%      |                  |               |        |           |           |           |     |     |  |  |  |
| Dounia  | Perill  | 42%      |          |        |         |          |         |         |        | Candidata | 4%      |                  |               |        |           |           |           |     |     |  |  |  |
| Tamara  | 23%2    |          |          |        |         |          |         |         |        | Candidata | 2%      |                  |               |        |           |           |           |     |     |  |  |  |
| Hugo    | 18%2    |          |          |        |         |          |         |         |        | Candidat  | 4%      |                  |               |        |           |           |           |     |     |  |  |  |

Gala normal:
º: Salvat però enviat a la «zona de perill» a causa del «VAR musical»
*: Favorit/a que es converteix en finalista directament
(1) (2): Primera i segona ronda de votacions, respectivament
     Salvat/da pel jurat, o pel púbilc mitjançant una votació a les gales 4, 8, 10 i a les semifinals
     El concursant és a la «zona de perill», però salvat pels preparadors
     El concursant és a la «zona de perill», però salvat de l'expulsió (per l'audiència) o pel jurat a la gala 8 i a la 1r semifinal i 2a semifinal
     El concursant és a la «zona de perill» i expulsat
     El concursant és enviat a la cadira de favorit durant un període de la gala
     El concursant és el favorit de la gala en romandre a la cadira de favorit i immune a la «zona de perill», o bé ha estat el/la més votat/da a les gales 4, 8 i 10
     El concursant és a la «zona de perill», però salvat pel «VAR musical» a les gales 4 i 8
     El concursant és a la «zona de perill» durant tota la setmana vinent i a la següent gala es decidirà si continua al programa (gala 4)
     El/la concursant/a és candidat/a al relleu de l’expulsat de la gala 9
     El/la concursant/a és repescat/da i, per tant, li fa relleu a l’expulsat/a de la gala 9
     El/la concursant/a és dels tres més votats/des pel relleu
     El concursant ha estat salvat pel jurat, els coaches i el «VAR musical», després d’estar a la zona de perill pel públic a la gala 10
     El concursant/a es converteix en semifinalista
     El concursant se sotmet a una segona ronda de votacions per a convertir-se en finalista (a la segona semifinal) o en guanyador/a (a la final)
     El concursant es converteix en finalista
     3r finalista
     2n finalista
     Guanyador/a

## Cançons

### Cançons en solitari
|                  | Gala 1                                                                | Gala 2                                                | Gala 3                                  | Gala 4                                      | Gala 5                                           | Gala 6                                      | Gala 7                                          | Gala 8                                  | Gala 9                                    | Gala 10                               | Gala 11                               | Gala 12                                                                                    | Gala 13                                                                 |
| ---------------- | --------------------------------------------------------------------- | ----------------------------------------------------- | --------------------------------------- | ------------------------------------------- | ------------------------------------------------ | ------------------------------------------- | ----------------------------------------------- | --------------------------------------- | ----------------------------------------- | ------------------------------------- | ------------------------------------- | ------------------------------------------------------------------------------------------ | ----------------------------------------------------------------------- |
| Julien           | «Benvolgut» de Manel                                                  | «Tu es foutu» de In-Grid                              | «It's a beautiful day» de Michael Bublé | «La gavina» de Marina Rossell i Figueras    | «Hungry heart» de Bruce Springsteen              | «Papaoutai» de Stromae                      | «Seguirem Ballant» de Doctor Prats i Stay Homas | «Go The Distance» de Michael Bolton     | «Great balls of fire» de Jerry Lee Lewis  | «Bon dia» de Els Pets                 | «Industry baby» de Lil Nas X          | «Baby don't hurt me» de David Guetta, Anne-marie i Coi Leray                               | «Uptown funk» de Mark Ronson i Bruno Mars; «Va com va» d'Ovidi Montllor |
| Lluís            | «Quan tot s'enlaira» de Txarango                                      | «Angels like you» de Miley Cyrus                      | «Bailoteo» de The Tyets                 | «Lose control» de Teddy Swims               | «Wa yeah!» d'Antònia Font                        | «Baby» de Justin Bieber                     | «Massstimas» d'Edu Esteve                       | «Corren» de Gossos i Macaco             | «Beautiful things» de Benson Boone        | «Satisfaction» de The Rolling Stones  | «Grup de pop» de Sexenni i The Tyets  | «Que esclati tot» de Siderland; «This is the last time» de Keane                           | «Que boig el món» de Lax'n'Busto; «Wrecking ball» de Miley Cyrus        |
| Maria            | «Because the night» de Patti Smith                                    | «No se ve» d'Emilia                                   | «Road trip» de Triquell                 | «Blank space» de Taylor Swift               | «Hold me closer» de Cornelia Jakobs              | «Clava't» de Duble Buble                    | «Dance alone» de Sia I Kylie Minogue            | «Training Season» de Dua Lipa           | «Llença't» de Lax'n'Busto                 | «Symphony» de Clean Bandit            | «The show must go on» de Queen        | «Creep» de Radiohead; «M'agrada» de Gertrudis, Macaco i David Ros                          | «Proud Mary» de Tina Turner; «La gran eufòria» de Joan Dausà            |
| Misty            | «Lokura» de Julieta                                                   | «Girl gone wild» de Madonna                           | «Torn» de Natalie Imbruglia             | Opening de Sakura, la caçadora de cartes    | «Eternal flame» de The Bangles                   | «Anestèsia total» d'Al·lèrgiques al Pol·len | «Diamonds» de Rihanna                           | «Hot n cold» de Katy Perry              | «Xao xao» de Scorpio                      | «Judas» de Lady Gaga                  | «La revolució sexual» de La Casa Azul | «Sparkling diamonds» de Moulin Rouge; «Cal que neixin flors a cada instant» de Lluís Llach |                                                                         |
| Valeria          | «Me quedo contigo» de Los Chunguitos versiò de Rosalía                | «Padam padam» de Kylie Minogue                        | «Els teus ulls» d'Alfred Garcia         | «What was i made for?» de Billie Eilish     | «I have nothing» de Whitney Houston              | «Sobe son» de Melody                        | «Pare» de Joan Manuel Serrat                    | «Valerie» d'Amy Winehouse i Mark Ronson | «Puntería» de Shakira i Cardi B           | «El cant dels ocells»                 | «Lobo» de Elena Gadel                 | «Sort de tu» de Oques Grasses; «Single ladies» de Beyoncé                                  |                                                                         |
| Fredrik          | «Rosó» de Josep Ribas i Gabriel i Miquel Poal-Aregall versió d'Obeses | «If I could turn back time» de Cher                   | «SOS» d'ABBA                            | «Grande amore» de Il Volo                   | «Medicina» de Siderland                          | «Always on My Mind» de Pet Shop Boys        |                                                 |                                         |                                           | «All by myself» de Céline Dion        | «Sent amb mi» de A-ha                 |                                                                                            |                                                                         |
| Xavi Noms        | «Maneater» de Daryl Hall i John Oates                                 | «Dance the night» de Dua Lipa                         | «Envia'm un àngel» de Sau               | «Don't leave me this way» de The Communards | «Jo mai mai» de Joan Dausà                       | «Versace on the floor» de Bruno Mars        | «Arcade» de Duncan Laurence                     | «Ara» de Nil Moliner                    | «Nothing compares» de Sinéad O'Connor     | «A poc a poc» de Doctor Prats         |                                       |                                                                                            |                                                                         |
| Aina Da Silva    | «S&M» de Rihanna                                                      | «Lxs Nxnxs» de Roba Estesa                            | «Starships» de Nicki Minaj              | «Et deixo la mà» de Mariona Escoda i Sendra | «Million dollar baby» d'Ava Max                  | «Amor sagaç» de Clara Peya                  | «Dance again» de Jennifer Lopez                 | «Dancing in the Moonlight» de Toploader | «Today is the day» de Buhos i Mar Lucas   |                                       |                                       |                                                                                            |                                                                         |
| Lluna            | «Chandelier» de Sia                                                   | «4 vents» de Samantha                                 | «Vampire» d'Olivia Rodrigo              | «Sembla mentida» de Mushkaa                 | «Girlfriend» d'Avril Lavigne                     | «2 be loved» de Lizzo                       | «Quédate conmigo» de Pastora Soler              | «Vull Estar Amb Tu» d'Els Catarres      |                                           |                                       |                                       |                                                                                            |                                                                         |
| Bita             | «Sempre de nou hi ha un matí» de Pasión Vega                          | «Rich girl» de Gwen Stefani                           | «La Rosa» de Bette Midler i Manu Guix   | «Love on top» de Beyoncé                    | «Cari» de Julieta                                | «Ja no ens passa» d'Els Amics de les Arts   | «Tant de bo» de Suu                             |                                         |                                           |                                       |                                       |                                                                                            |                                                                         |
| Pau Culleré      | «This love» de Maroon 5                                               | «Vinc d'un poble» de Judit Neddermann                 | «Rock Dj» de Robbie Williams            | «La platja» de Stay Homas i The Tyets       | «I don't care» de Justin Bieber i Ed Sheeran     |                                             |                                                 |                                         |                                           |                                       |                                       |                                                                                            |                                                                         |
| Rangel           | «Rush» de Troye Sivan                                                 | «Llimona i sal» de Coco                               | «Maníaca» d'Abraham Mateo               | «Man in the mirror» de Michael Jackson      | «La petita rambla del poble-sec» de Cesk Freixas |                                             |                                                 |                                         |                                           |                                       |                                       |                                                                                            |                                                                         |
| Yuk              | «Mussegu» de Figa Flawas                                              | «These boots are made for walkin’» de Jessica Simpson | «I love it» d'Icona Pop i Charli XCX    |                                             |                                                  |                                             |                                                 |                                         |                                           |                                       |                                       |                                                                                            |                                                                         |
| Dounia           | «Yes and?» d'Ariana Grande                                            | «Paraules paraules» de Núria Feliu                    |                                         |                                             |                                                  |                                             |                                                 |                                         |                                           |                                       |                                       |                                                                                            |                                                                         |
| Tamara           | «La meva sort» de Ginestà                                             |                                                       |                                         |                                             |                                                  |                                             |                                                 |                                         |                                           |                                       |                                       |                                                                                            |                                                                         |
| Hugo             | «Blinding lights» de The Weekend                                      |                                                       |                                         |                                             |                                                  |                                             |                                                 |                                         |                                           |                                       |                                       |                                                                                            |                                                                         |
|                  |                                                                       |                                                       |                                         |                                             |                                                  |                                             |                                                 |                                         |                                           |                                       |                                       |                                                                                            |                                                                         |
| Cançons grupals  | «Don't stop me now» de Queen                                          |                                                       |                                         |                                             |                                                  |                                             |                                                 |                                         | «Human» de The Killers                    |                                       |                                       |                                                                                            | «Viva la vida» de Coldplay                                              |
| Artista convidat |                                                                       | «Hundred miles» de Gabriela Richardson                | «Covards» de La Fúmiga                  | «Cada tren» de Flashy Ice Cream             | «Todo cambia» de Dani Fernández                  | «La guspira» de La Pegatina                 | «Q no» de Sofia Coll                            | «Vine» de Jim                           | «Dins del meu cap» de Miki Núñez          | «Llamas en el cielo» de Alfred García | «Pura geografia» de Maria Jaume       | «Bon dia vida» de Gertrudis                                                                | «Que vinguis» de The Tyets                                              |
| Artista convidat | «Sushi Shanghai» de Lal'ba                                            | «Hundred miles» de Gabriela Richardson                | «Covards» de La Fúmiga                  | «Cada tren» de Flashy Ice Cream             | «Todo cambia» de Dani Fernández                  | «La guspira» de La Pegatina                 | «Et confesso» d'Elena Gadel                     | «Globus» de Renaldo & Clara             | «Solucions i no problemes» de Figa Flawas |                                       | «Pura geografia» de Maria Jaume       | «Bon dia vida» de Gertrudis                                                                | «Que vinguis» de The Tyets                                              |

### Cançons en parella
A la primera semifinal, la gala 11, els semifinalistes hagueren de cantar un duet amb un dels seus companys, a més de la cançó que feien en solitari.
| Gala                      | Concursants      | Cançons                                                               |
| ------------------------- | ---------------- | --------------------------------------------------------------------- |
| Gala 11 Primera semifinal | Misty i Lluís    | «Shallow» de Bradley Cooper i Lady Gaga                               |
| Gala 11 Primera semifinal | Maria i Valeria  | «No more tears (enough is enough)» de Donna Summer i Barbra Streisand |
| Gala 11 Primera semifinal | Julien i Fredrik | «Don't let the sun go down on me» de Elton John i George Michael      |

### Llengua de les cançons
|                                                 | Gala 1 | Gala 2 | Gala 3 | Gala 4 | Gala 5 | Gala 6 | Gala 7 | Gala 8 | Gala 9 | Gala 10 | Gala 11 | Gala 12 | Gala 12 | Gala final | Gala final |
| ----------------------------------------------- | ------ | ------ | ------ | ------ | ------ | ------ | ------ | ------ | ------ | ------- | ------- | ------- | ------- | ---------- | ---------- |
| Julien                                          |        |        |        |        |        |        |        |        |        |         |         |         |         |            |            |
| Lluís                                           |        |        |        |        |        |        |        |        |        |         |         |         |         |            |            |
| Maria                                           |        |        |        |        |        |        |        |        |        |         |         |         |         |            |            |
| Misty                                           |        |        |        |        |        |        |        |        |        |         |         |         |         |            |            |
| Valeria                                         |        |        |        |        |        |        |        |        |        |         |         |         |         |            |            |
| Fredrik                                         |        |        |        |        |        |        |        |        |        |         |         |         |         |            |            |
| Xavi Noms                                       |        |        |        |        |        |        |        |        |        |         |         |         |         |            |            |
| Aina Da Silva                                   |        |        |        |        |        |        |        |        |        |         |         |         |         |            |            |
| Lluna                                           |        |        |        |        |        |        |        |        |        |         |         |         |         |            |            |
| Bita                                            |        |        |        |        |        |        |        |        |        |         |         |         |         |            |            |
| Pau Culleré                                     |        |        |        |        |        |        |        |        |        |         |         |         |         |            |            |
| Rangel                                          |        |        |        |        |        |        |        |        |        |         |         |         |         |            |            |
| Yuk                                             |        |        |        |        |        |        |        |        |        |         |         |         |         |            |            |
| Dounia                                          |        |        |        |        |        |        |        |        |        |         |         |         |         |            |            |
| Tamara                                          |        |        |        |        |        |        |        |        |        |         |         |         |         |            |            |
| Hugo                                            |        |        |        |        |        |        |        |        |        |         |         |         |         |            |            |
|                                                 |        |        |        |        |        |        |        |        |        |         |         |         |         |            |            |
| Cançó grupal                                    |        |        |        |        |        |        |        |        |        |         |         |         |         |            |            |
| Artista convidat                                |        |        |        |        |        |        |        |        |        |         |         |         |         |            |            |
|                                                 |        |        |        |        |        |        |        |        |        |         |         |         |         |            |            |
| Cançons en parella (gala 11: primera semifinal) |        |        |        |        |        |        |        |        |        |         |         |         |         |            |            |
| Misty i Lluís                                   |        |        |        |        |        |        |        |        |        |         |         |         |         |            |            |
| Maria i Valeria                                 |        |        |        |        |        |        |        |        |        |         |         |         |         |            |            |
| Julien i Fredrik                                |        |        |        |        |        |        |        |        |        |         |         |         |         |            |            |

     Anglès
     Català
     Castellà
     Francès
     Italià
     Japonès
     Castellà i portuguès
     Català i Anglès
| Idioma               | Cançons en solitari i grupals | Cançons en solitari i grupals | Cançons d'Artista convidat | Cançons d'Artista convidat | Cançons en Total | Cançons en Total |
| Idioma               | N Cançons                     | % Cançons                     | N Cançons                  | % Cançons                  | N Cançons        | % Cançons        |
| -------------------- | ----------------------------- | ----------------------------- | -------------------------- | -------------------------- | ---------------- | ---------------- |
| Anglès               | 71                            | 52,60%                        | 1                          | 6,25%                      | 72               | 47,70%           |
| Català               | 53                            | 39,25%                        | 13                         | 81,25%                     | 66               | 43,70%           |
| Castellà             | 5                             | 3,70%                         | 2                          | 12,50%                     | 7                | 4,64%            |
| Francès              | 2                             | 1,49%                         | ---                        | ---                        | 2                | 1,32%            |
| Italià               | 1                             | 0,74%                         | ---                        | ---                        | 1                | 0,66%            |
| Japonès              | 1                             | 0,74%                         | ---                        | ----                       | 1                | 0,66%            |
| Castellà i portuguès | 1                             | 0,74%                         | ---                        | ---                        | 1                | 0,66%            |
| Català i Anglès      | 1                             | 0,74%                         | ---                        | ---                        | 1                | 0,66%            |
| Total                | 135                           | 100%                          | 16                         | 100%                       | 151              | 100%             |

## Recepció

### Audiències televisives gales
Les audiències de la primera gala foren inferiors a les dues anteriors temporades, això no obstant, obtingué una quota de pantalla del 39,9% en la franja de 4 a 12 anys i del 29,2% de 13 a 24 anys. En la gala 1 hi hagué un pic màxim d'audiència a les 00.13 h amb un 21,0 % de quota de pantalla.
| Episodi                                | Data original d'emissió | Espectadors | Quota de pantalla | Ref.          |
| -------------------------------------- | ----------------------- | ----------- | ----------------- | ------------- |
| Eufòria: arrenca el càsting final      | 16 de febrer de 2024    | 163 000     | 9 %               | [ 27 ] [ 28 ] |
| Eufòria: coneixem tots els concursants | 23 de febrer de 2024    | 207 000     | 11,6 %            | [ 19 ] [ 27 ] |
| Gala 1                                 | 1r de març de 2024      | 256 000     | 16,7 %            | [ 29 ]        |
| Gala 2                                 | 8 de març de 2024       | 273 000     | 16,4%             | [ 30 ]        |
| Gala 3                                 | 15 de març de 2024      | 268 000     | 19,6%             | [ 31 ]        |
| Gala 4                                 | 22 de març de 2024      | 180 000     | 12,8%             | [ 30 ]        |
| Gala 5                                 | 5 d'abril de 2024       | 213 000     | 15,2%             | [ 32 ]        |

### Audiències postgales
| Episodi    | Data original d'emissió | Espectadors únics | Quota de pantalla | Ref.   |
| ---------- | ----------------------- | ----------------- | ----------------- | ------ |
| Postgala 1 | 1r de març de 2024      | 44 000            | 6,6 %             | [ 29 ] |
| Postgala 2 | 8 de març de 2024       |                   |                   |        |
| Postgala 3 | 15 de març de 2024      | 87 000            | 16,8 %            | [ 31 ] |
| Postgala 4 | 22 de març de 2024      | 62 000            | 9,8 %             | [ 30 ] |
| Postgala 5 | 5 d'abril de 2024       | 48 000            | 8,2 %             | [ 32 ] |